# فرودگاه سینسیناتی-بلو اش
فرودگاه سینسیناتی-بلو اش (به انگلیسی: Cincinnati-Blue Ash Airport) یک فرودگاه همگانی بهره‌برداری هوایی است که یک باند فرود آسفالت دارد و طول باند آن ۱۰۶۶ متر است. این فرودگاه در شهر سینسینتی کشور ایالات متحده آمریکا قرار دارد و در ارتفاع ۲۶۱ متری از سطح دریا واقع شده‌است.